# Dietrich Ludwig Gustav Karsten
Dietrich Ludwig Gustav Karsten (Bützow, 5 aprile 1768 – Berlino, 20 maggio 1810) è stato un mineralogista tedesco.

## Biografia
Karsten nacque a Bützow, nel Meclemburgo. Suo padre era un professore di matematica (in particolare Wenceslaus Johann Gustav Karsten). Studiò per quattro anni presso l'Accademia Mineraria di Freiberg, 1782-1786. Nel 1788 Karsten organizzò e descrisse la collezione di Leske usando la metodologia e le categorie di classificazione di Werner. Il libro relativo fu pubblicato in 600 pagine in lingua tedesca nel 1789 con il titolo "La raccolta di minerali di Leske sistematicamente sistemata e descritta". Il sistema di Werner fu influente in tutta Europa tra la fine del XVIII e l'inizio del XIX secolo e Karsten fu uno dei principali sostenitori.
Karsten nel 1790 e 1800 continuò a lavorare sul miglioramento della classificazione dei minerali e pubblicò una serie di rapporti sull'argomento. Morì improvvisamente all'età di 41 anni a Berlino.